# Antoni Unrug

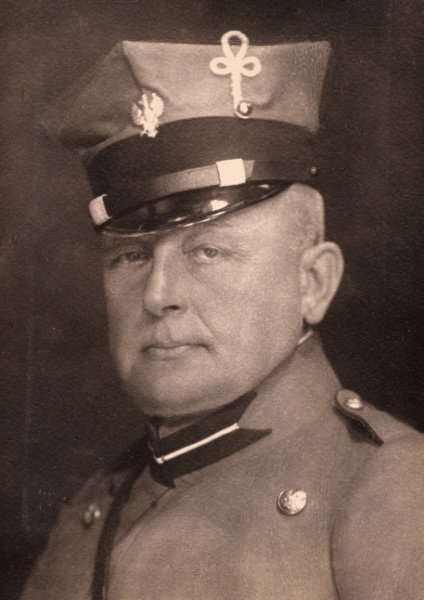
Antoni Unrug (1860–1939)

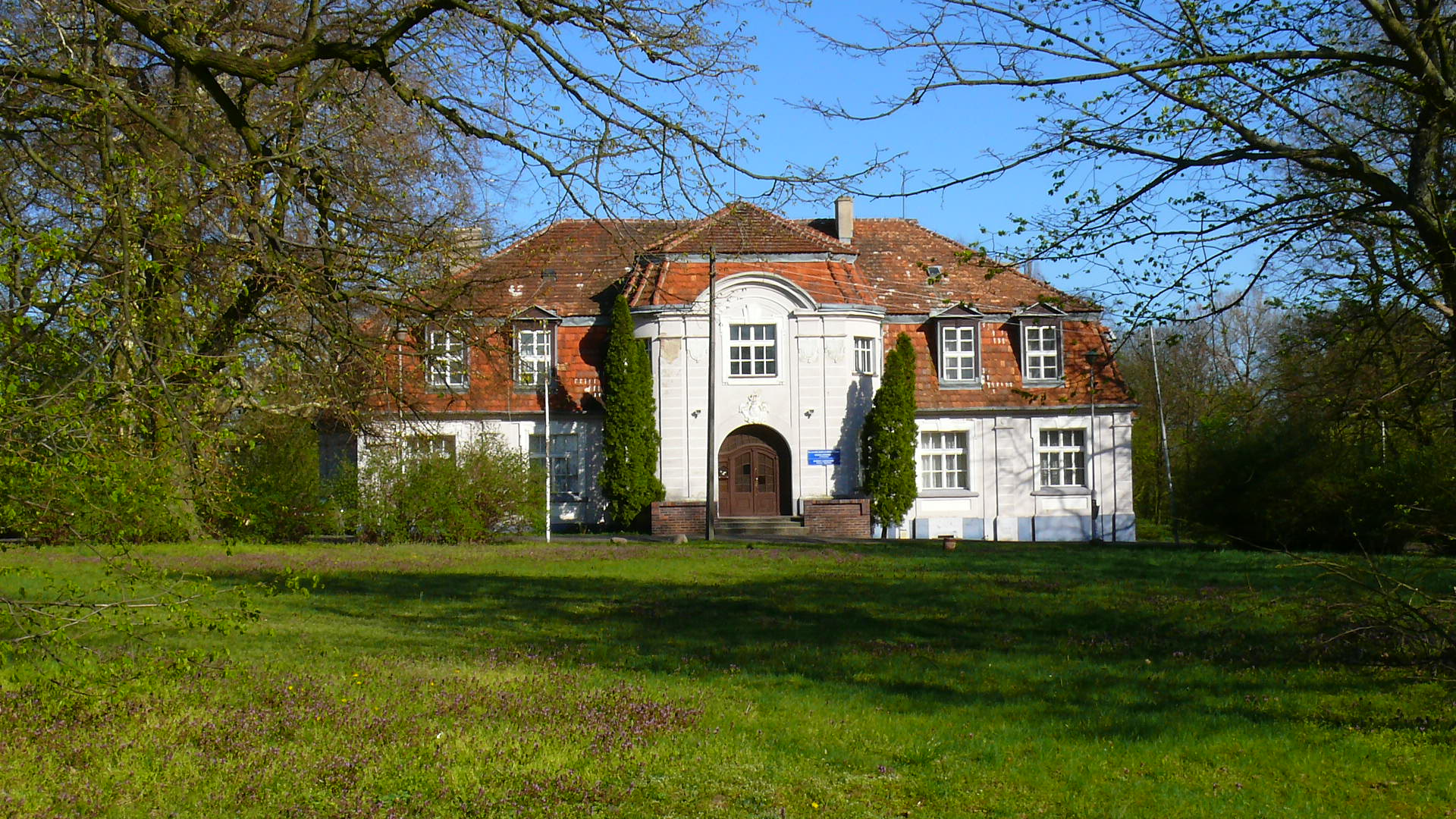
Herrenhaus Piotrowo (2007)

Antoni Ignacy Unrug (deutsch Anton von Unruh; * 22. Februar 1860 in Mełpin, preußische Provinz Posen; † 16. August 1939 in Piotrowo bei Poznań) war ein sächsischer Offizier und späterer polnischer General der Zweiten Polnischen Republik.

## Leben
Antoni war Angehöriger des polnischen Zweiges des Adelsgeschlechtes von Unruh. Seine Eltern waren Wiktor Edward Unrug (1831–1914) und Emilia Florentyna Bojanowska (1839–1904). Aus seiner 1884 in Dresden geschlossenen Ehe mit Amalie Hachez (1864–1921) sind die Söhne Wiktor (1886–1973) und Franciszek (1887–1945) hervorgegangen. Unrugs Ehefrau stammte aus der von ihrem Vater erbauten Villa Hachez und war eine Großcousine von Joseph Emil Hachez (1862–1933), des Gründers und Teilhabers der Bremer Schokoladenfabrik Hachez.
Unrug besuchte die Realschule in Schrimm und trat anschließend dem Kadettenkorps in Dresden bei. Von 1877 bis 1881 war zur Kriegsschule in Erfurt kommandiert. Nach der Reifeprüfung trat er in die Sächsische Armee ein. 1881 war er Fähnrich und avancierte 1884 zum Leutnant, 1887 zum Oberleutnant und 1893 zum Rittmeister, bevor er 1897 zur Reserve versetzt wurde. Zum Kriegsbeginn wurde er mobilisiert, stieg 1916 zum Major auf und blieb bis Kriegsende im Dienst. Er war Ritter des Franz-Joseph-Ordens.
Zu Beginn des Jahres 1919 trat er der polnischen Armee bei und erhielt seine Beförderung zum Oberstleutnant sowie zum Oberst des Kavalleriekorps. 1920 wurde er stellvertretender Regierungskommissar in der polnisch-deutschen Demilitarisierungskommission und hat im Folgejahr seinen Abschied erhalten. Den Ruhestand verbrachte er auf seinem Gutshof in Piotrowo.
Er war langjähriger Präsident und Ehrenmitglied des Posener Jagdvereins. 1921 wurde er von Józef Piłsudski in dessen Funktion als polnischer Oberbefehlshaber zum Titular-Brigadegeneral ernannt.